# Boac
Boac ist eine philippinische Stadtgemeinde in der Provinz Marinduque. Sie hat 54.730 Einwohner (Zensus 1. August 2015). Boac ist Sitz der Provinzregierung der Provinz Marinduque. Der Ort wurde 1579 gegründet. Teile des Marinduque Wildlife Sanctuary liegt auf dem Gebiet der Gemeinde.
In der Gemeinde ist das Marinduque State College angesiedelt.

## Baranggays
Boac ist politisch in 61 Baranggays unterteilt.
| - Agot - Agumaymayan - Amoingon - Apitong - Balagasan - Balaring - Balimbing - Balogo - Bangbangalon - Bamban - Bantad - Bantay - Bayuti - Binunga - Boi - Boton - Buliasnin - Bunganay - Maligaya - Caganhao - Canat | - Catubugan - Cawit - Daig - Daypay - Duyay - Ihatub - Isok I (Pob.) - Isok II (Pob.) (Kalamias) - Hinapulan - Laylay - Lupac - Mahinhin - Mainit - Malbog - Malusak (Pob.) - Mansiwat - Mataas Na Bayan (Pob.) - Maybo - Mercado (Pob.) - Murallon (Pob.) | - Ogbac - Pawa - Pili - Poctoy - Poras - Puting Buhangin - Puyog - Sabong - San Miguel (Pob.) - Santol - Sawi - Tabi - Tabigue - Tagwak - Tambunan - Tampus (Pob.) - Tanza - Tugos - Tumagabok - Tumapon |